# Dinalungan
Dinalungan (Bayan ng Dinalungan) är en kommun i Filippinerna. Kommunen ligger på ön Luzon, och tillhör provinsen Aurora. Folkmängden uppgår till 11 322 invånare år 2015.
Dinalungan är indelat i 9 barangayer.